# Thomas Jean Monsaint
 (mai 2019).
Thomas Jean Monsaint, personnalité religieuse française béatifiée en 1926, né le 18 décembre 1725 à Villerville et exécuté le 2 septembre 1792 à Paris, à l'abbaye de Saint-Germain-des-Prés pendant la Terreur.

## Biographie
Il naît à la ferme de la Bergerie, propriété de M. d'Oilliamson, seigneur de Villerville.
À l'issue de ses études terminées à Caen en 1746 au collège du Monsieur Ont, il reçoit de son père en 1747 un titre de rente de 150 livres payable le jour de son sous-diaconat. Il est ordonné prêtre à Lisieux à la Pâques 1750, probablement à la cathédrale Saint-Pierre. Il est nommé vicaire à Orbec, charge qu'il occupe jusqu'en 1755, puis il se rend à Paris où il occupe plusieurs postes. En 1760, on le retrouve prêtre sacristain à l'hôpital de la Salpêtrière et en 1761 à la communauté des prêtres de Saint-Roch, où il reste jusqu'en 1792. Entre-temps, en 1771, il a accepté la cure de Notre-Dame à Blangy-le-Château, cure de laquelle il donne sa démission le 9 décembre 1772. En 1791, Thomas-Jean habite rue neuve-Saint-Augustin à Paris.
Il refuse avec son curé et la majeure partie des prêtres de Saint-Roch de prêter le serment civique de 1791. Il est inscrit sur la liste du maire de Paris Petion comme réfractaire. Il fait partie des derniers prisonniers envoyés à l'abbaye de Saint-Germain-des-Prés et des premiers qui sont martyrisés avant même d'avoir été écroués.
En 1901, une commission est formée pour la cause de béatification des martyrs de septembre. Le 17 octobre 1926, Thomas-Jean Monsaint est béatifié à Rome par le pape Pie XI. Des fêtes suivent, celles de Rome, le 4 février 1927, à Saint-Roch à Paris, à Blangy-le-Château en septembre 1927, et à Villerville les 8, 9 et 10 octobre 1927.